# Francisco Valdés Arriola
Francisco Valdés Arriola (Móstoles, 1788-Madrid, 1864) fue un militar liberal español, que combatió en la Guerra de la Independencia Española, la Guerra Realista y la Primera Guerra Carlista.

## Biografía

### Primeros años
Nació el 2 de abril de 1788 en la localidad madrileña de Móstoles, hijo de Urbano Valdés Benito y Paula Arriola Sesbiaibil, ambos nobles y propietarios. Desde joven mostró inclinación hacia la carrera de armas y el 5 de abril de 1804 entró a servir de cadete en el regimiento de infantería de la Princesa.
Entre 1804 y 1808, después de marchar con su regimiento en la expedición a Vizcaya cuando tuvo lugar la sublevación de Zamacola, fue Valdés uno de los que en 1807 pasaron al norte de Europa, con el ejército que a las órdenes del marqués de la Romana marchó en auxilio de Napoleón, haciendo Valdés la marcha a pie hasta la ciudad de Hamburgo.

### Guerra de la Independencia
Permaneció en Alemania y Dinamarca todo el año de 1808, siendo nombrado subteniente el 1 de mayo. Encontrándose el agosto siguiente en la toma de la plaza de Nyborg, en la isla de Fionia, y también en la toma de la isla de Langeland, pertenecientes ambas al Reino de Dinamarca. Después de estos hechos, negándose a prestar juramento de fidelidad al rey José I, se fugó de Dinamarca con una gran parte del ejército expedicionario y se embarcó en el navío Edgar para trasladarse a Suecia, desde donde se dirigió a las costas españolas. Llegó a Santander el 13 de octubre de 1808. Por estos hechos obtuvo el grado de teniente y la estrella de honor del Norte.
Ya en España, el 10 de noviembre siguiente, participó en la batalla de Espinosa de los Monteros. Después fue a Galicia, donde permaneció hasta que el ejército francés la evacuó, asistiendo a varias escaramaruzas. Entre 1807 y 1813 Valdés luchó contra los franceses en España y Portugal a las órdenes de los generales Blake, marqués de la Romana, duque del Parque, Francisco Ballesteros y príncipe de Anglona.
Con el general Ballesteros participó en junio de 1809 en la toma de Santander, y en los ataques de Peñaflor, Cangas de Onís, Santillana, puerto de Santa Lucía, Zamora y sorpresa de Benavente, el Carpio y Alba de Tormes. El 13 de mayo obtuvo el empleo de teniente y el 4 de agosto fue nombrado ayudante mayor. Ballesteros le nombró primer comandante  de la primera columna de tiradores de la vanguardia, con la cual impidió temporalmente al enemigo el paso del Berrocal y la llegada de este a Zalamea la Real. Sorprendió dos veces a una columna francesa en Higuera de Aracena, obteniendo por estas operaciones el grado de capitán el 13 de junio de 1810. También estuvo en el ataque de Aracena, acciones del castillo de las Guardias, Llerena, venta de Pajonosa y puerto de los Ladrones. Poco después cayó prisionero en Extremadura cerca de Llerena, el 3 de noviembre de 1810, cuando mandaba una columna de 400 unidades de infantería y 40 caballos. Una columna enviada por Ballesteros cayó sobre los franceses que le tenían preso, cerca de las minas cercanas a Cazalla de la Sierra, mas no consiguieron liberarle.
Fue encerrado en la cárcel pública de Sevilla, donde permaneció tres meses. De allí fue enviado al castillo de Jaén, donde estuvo siete meses. Logró fugarse cuando era llevado a Bailén, y se dirigió por las lomas de Úbeda y Baeza a la sierra de Segura, para salir a Murcia. Sin embargo una epidemia de fiebre amarilla en esta ciudad le empujó a partir a Alicante, donde hizo cuarentena en un lazareto. Tras un mes en la ciudad, el gobernador de Alicante, el general Santa Cruz, le dio la misión de conducir a Ceuta 33 presidiarios. A los cinco días de navegación naufragó entre Motril y Calahonda, viéndose obligado a refugiarse en las montañas ocupadas por los franceses. Se embarcó en Nerja y llegó al puente de Mayorga, cerca de Gibraltar, donde se unió con Ballesteros. Participó en varias acciones contra los franceses: venta de Ojeda, sitio de Tarifa y torre de la Sal en 1811, las de Málaga y sorpresa de Osuna en los días 14 y 22 de julio, y las de Antequera y Loja el 3 y 5 de septiembre de 1812. Fue ascendido a capitán efectivo el 17 de septiembre de ese año. El 19 de agosto de 1813 se encontraba en acciones en el frente de Amposta.

### Restauración absolutista, trienio liberal y exilio
Concluida la guerra de la Independencia, cuando se encontraba en Irún, se habría mostrado en contra del real decreto del 4 de mayo de 1814 de Fernando VII que anulaba la Constitución de 1812.  El 30 de mayo de 1815 obtuvo el grado de teniente coronel y el 27 de julio de ese mismo año la cruz supernumeraria de Carlos III. Por real cédula de 6 de marzo de 1816 fue condecorado con la cruz laureada de segunda clase de San Fernando, por sus acciones en 1813 en Amposta. Encontrándose el 3 de enero de 1820 cerca de Cádiz, se pronunció con los generales Rafael del Riego y Antonio Quiroga en favor de la Constitución de 1812. Combatió contra los realistas y fue ascendido a primer comandante y destinado con el batallón de Bailén, a la persecución de las facciones lideradas por el cura Merino, Cuevillas, Zabala y otros en las provincias de Castilla la Vieja, participando en las acciones de Sepúlveda, Retuerta, Sevulcón, Santo Domingo, Arciniega y San Martín, hasta mediados de septiembre de 1822, y las de Tejada y Aguilar de Campoo en enero y marzo del mismo año. Terminó huyendo a Gibraltar y Tánger. Desde la primera ciudad realizó el 3 de agosto de 1824 una expedición a Tarifa, tomando la ciudad, que tuvo que defender ante los ejércitos francés y realista. El 19 de agosto huyó de la ciudad, volviendo a Tánger. A comienzos de 1830 estaba en Francia, desde donde cruzó en octubre los Pirineos. Permaneció en el exilio francés hasta que en 1833 se le permitió el retorno a España, gracias a Gerónimo y Dionisio Valdés. 

### Vuelta a España y Primera Guerra Carlista
Destinado el 19 de julio al ejército de reserva de Castilla la Vieja, el 11 de octubre de 1835 fue nombrado comandante general de la provincia de Soria, donde obligó a Merino a abandonar el país. También persiguió a Batanero. En Aragón evitó que la ciudad de Calatayud fuera saqueada por Cabrera. Hallándose el 31 de 1836 en Daroca, logró sorprender en Bañón al jefe carlista Quílez, que se hallaba en la localidad. En el pronunciamiento de agosto de 1836 formó parte de la junta de Zaragoza. El 22 de febrero fue nombrado comandante general de la provincia de Cuenca, hasta que por real orden de 12 de octubre pasó a la de Toledo, y el 22 de diciembre se le confió el mando de la brigada de operaciones de Castilla la Vieja, con destino a Utiel. El 23 de agosto había sido ascendido a brigadier.
Por real orden de 12 de enero de 1838 fue nombrado por segunda vez comandante general de la provincia de Cuenca, donde combatió a los carlistas. Derrotó a Arnau el 27 de septiembre en la Puebla de San Miguel. En diciembre de ese año se le concedió el título de caballero de la orden de San Hermenegildo. El 24 de marzo de 1839, fue nombrado comandante general de la provincia de Albacete, batiéndose en septiembre contra Cabrera. Entre octubre y noviembre estuvo en Casas-Ibáñez.

### Últimos años
En el pronunciamiento de septiembre de 1840 fue nombrado jefe del quinto distrito militar de Madrid. Prestó sus servicios al gobierno constituido contra la insurrección militar del 7 de octubre de 1841. El 9 de octubre fue nombrado mariscal de campo y gobernador de Jaca. El 28 de agosto obtuvo cruz y placa de la Orden de San Hermenegildo y el 2 de diciembre la cruz de segunda clase de San Fernando. En 1842 estuvo en la provincia de Huesca desempeñando varios cargos.
En 1854, tras la Vicalvarada y cambiado el gobierno, Valdés fue promovido el 1 de agosto a teniente general y nombrado capitán general de Extremadura. Falleció el 12 de noviembre de 1864 en Madrid.